# Alex Grube
Alexander „Alex“ Grube (* 16. Juni 1983 in Flensburg) ist ein deutscher Bassist mit Wohnsitz in Hamburg.

## Leben und Werk
Alex Grube wurde 1983 als Sohn eines Gitarristen geboren, der eine Musikschule in Flensburg betreibt. Er begann seine Karriere als Gitarrist in Bands und Projekten der Flensburger Musikszene. Mit 14 Jahren wechselte er zum E-Bass und war vor allem in der regionalen Jazzszene aktiv. Nach dem Abitur studierte er Popmusikdesign an der Popakademie Baden-Württemberg in Mannheim von 2004 bis 2007 und zog unmittelbar nach dem Studium nach Hamburg. Hier lebt und arbeitet er seit August 2007. Von Herbst 2008 bis Frühjahr 2009 war er auf Welt-Tournee mit Sarah Brightman, mit der er auch mehrere Alben einspielte. Als Jazzmusiker gehörte er zum On-Projekt von Nils Wülker und arbeitete mit Gregor Meyle sowie mit Henrik Freischlader und dem Terri Green Project.
Grube ist Professor für Popmusik an der Hochschule für Musik und Theater Hamburg. Grube ist außerdem Mitglied der 2021 gegründeten Akademie für Popmusik.
Grube begleitete zahlreiche bekannte Musiker bei Livekonzerten sowie bei Fernseh- und Radioauftritten, darunter Chuck Loeb, Mark Forster und Helene Fischer bei der Farbenspiel-Live-Tournee 2014/15.  Weiterhin war er als Studiomusiker an Alben von Oliver Pocher, Matthias Reim, Helene Fischer, Saint Lu, Gregorian, Tim Bendzko, Howard Carpendale, Kelly Family, Mark Forster, Unheilig, Linda Hesse, Santiano, Bernhard Brink, Staubkind, Namika und Angelo Kelly. Er schrieb Songs für Tobias Regner Pohlmann, Mark Forster und Heinz Rudolf Kunze.
Seit 2016 unterrichtet er E-Bass in der Popabteilung der Musikhochschule Münster.